# Alytus
Alytus este centrul cultural și comercial al sudului Lituaniei și capitala județului Alytus. Cu o populație de 71.491, este al șaselea cel mai mare oraș din Lituania.
Alytus este situat pe râul Neman, care în Lituania poartă denumirea de Nemunas.

## Istorie
Alytus a fost prima dată menționat în surse istorice în anul 1377 și a devenit oraș pe 15 iunie, 1581. Orașul s-a dezvoltat rapid după anul 1963, când a fost luată decizia să fie făcut centrul părții de sud a Lituaniei.